# Гопфова група
Гопфова група — група, не ізоморфна жодній зі своїх власних фактор-груп.

## Приклади
- Скінченна група
- Поліциклічна група.
  - Віртуально поліциклічна група, тобто група, яка містить поліциклічну підгрупу скінченного індексу
- Скінченно-породжена вільна група.
- Група раціональних чисел за додаванням.
- Будь-яка скінченно породжена залишково скінченна група.
- Гіперболічна група без кручення.

## Не приклади
- Квазіциклічна група.
- Група  дійсних чисел за додаванням.
- Група Баумслага — Солітера {\displaystyle B(2,3)}.